# Effet Martha Mitchell

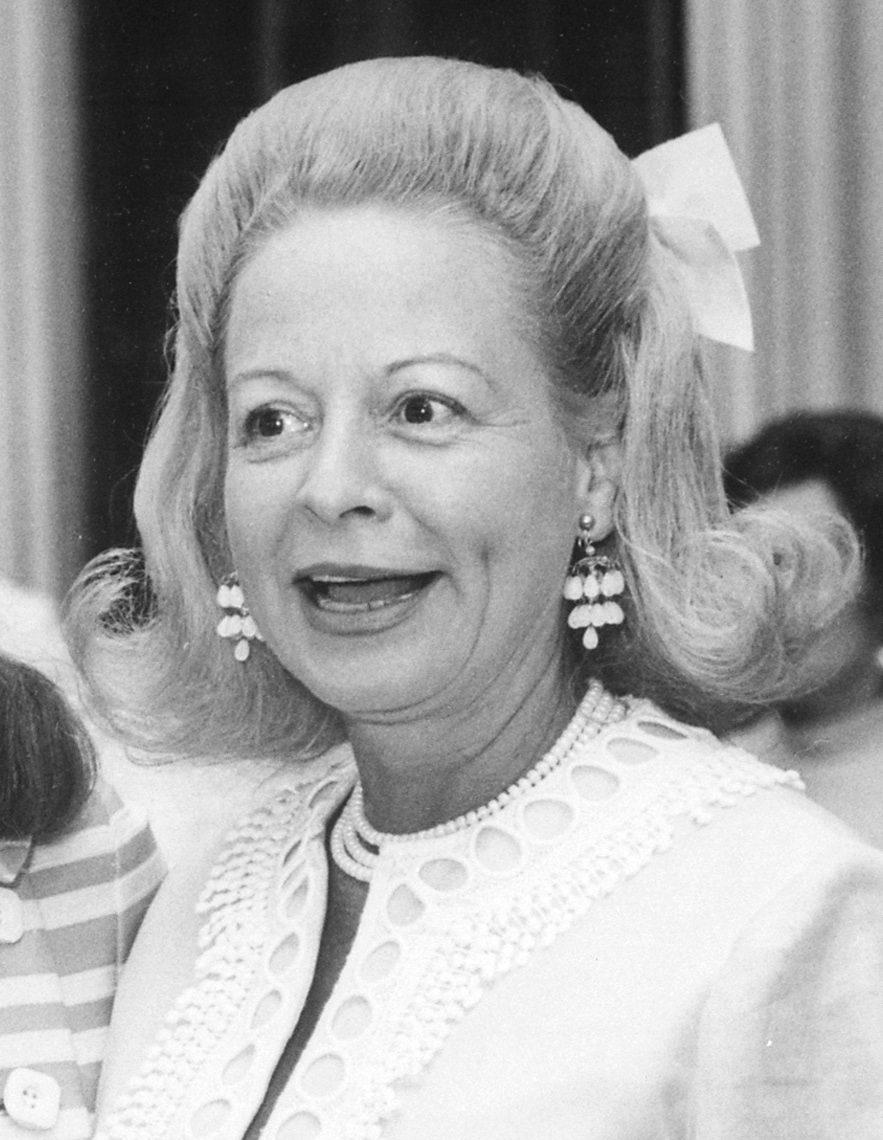
Martha Mitchell en 1969

L'effet Martha Mitchell est le processus par lequel un psychiatre, un psychologue ou un autre spécialiste de la santé mentale se trompe sur la perception qu'un patient a d'un événement pourtant bien réel, et l'interprète comme un délire, commettant ainsi une erreur médicale. Il a été nommé par le psychologue Brendan Maher (en) d'après Martha Mitchell, femme du procureur général des États-Unis sous l'administration Nixon, considérée comme folle lorsqu'elle affirmait que des autorités de la Maison blanche commettaient des actes illégaux.

## Description
D'après Vaughan Bell et al. parfois « des rapports improbables sont erronément déduits comme étant les symptômes d'une maladie mentale » du fait « d'un échec ou d'une incapacité pour vérifier si les évènements ont vraiment eu lieu, peu importe comment ils peuvent intuitivement apparaître comme improbables à un clinicien occupé. » Des exemples de telles situations sont :
- la poursuite par des criminels ;
- la surveillance par les forces de l'ordre ;
- l'infidélité du conjoint ;
- des questions physiques.

## Sources
- (en) Cet article est partiellement ou en totalité issu de l’article de Wikipédia en anglais intitulé « Martha Mitchell effect » (voir la liste des auteurs).